# بيتر رايت (لاعب كرة قدم)
بيتر رايت (بالإنجليزية: Peter Wright)‏ (26 يناير 1934 بكولشيستر في المملكة المتحدة - 24 أكتوبر 2012 في المملكة المتحدة) هو لاعب كرة قدم بريطاني في مركز الوسط. لعب مع كولتشستر يونايتد.

## وصلات خارجية
- بيتر رايت (لاعب كرة قدم) على موقع قاعدة بيانات كرة القدم.إي يو (الإنجليزية)